# Electronic Fuel Injection

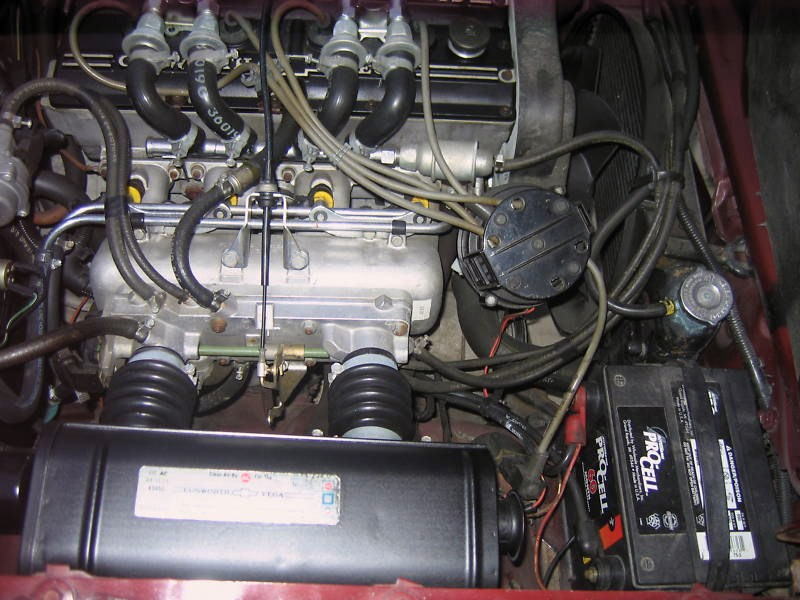
1976 Cosworth Vega (Bendix Electronic Fuel Injection)

Electronic Fuel Injection (EFI) – elektroniczny wtrysk paliwa w silnikach benzynowych. Pierwszy komercyjny wtrysk elektroniczny systemu (EFI) był Electrojector, opracowany przez Bendix Corporation i był oferowany przez American Motors Corporation (AMC) w roku 1957.